# Clifford Truesdell
Clifford Truesdell   (Los Angeles, 18 de febrer de 1919 - Baltimore, 14 de gener de 2000) va ser un matemàtic i historiador de les matemàtiques estatunidenc.

## Vida i obra
Truesdell va néixer i créixer a Los Angeles; quan va acabar els seus estudis secundaris a la Polytechnic High School el 1936, es va passar dos anys viatjant per Europa millorant els seus coneixements de llengües (clàssiques i modernes) i interessant-se per l'art i la poesia europees. El 1938 va retornar a Califòrnia per estudiar a Caltech, on va obtenir el màster en física i matemàtiques el 1942. Els anys següents va estar a les universitats de Brown i Princeton en la qual va obtenir el doctorat el 1944.
A partir de 1944 va ser investigador al laboratori de radiació del MIT i a laboratoris de la Marina dels Estats Units, fins que el 1951 va ser nomenat professor de la universitat d'Indiana Bloomington, càrrec que va mantenir fins que el 1961 va ser nomenat professor de mecànica racional de la universitat Johns Hopkins, en la qual es va jubilar el 1989, passant a ser professor emèrit.
A més de la seva tasca principal com matemàtic, Truesdell va ser un entusiasta de l'art del Renaixement, acumulant una gran col·lecció de pintures, mobles i escultures de la época en la seva casa del barri de Guilford a Baltimore i comportant-se ell mateix com un home del Renaixement.
El 1960 va ser el fundador de la prestigiosa revista científica Archive for History of Exact Sciences, de la qual va ser editor durant molts anys. El seus treballs com historiador de la ciència destaquen per la seva opinió de que l'Edat de la Raó va finalitzar amb la Revolució Francesa i per les seves recerques en la història de la mecànica analítica. Els seus herois, a part d'Isaac Newton, son Euler, els Bernoulli i Cauchy i els seus malvats son d'Alembert, Lagrange i Mach.
Curiosament, una any abans de la seva mort es va publicar una extensa biografia (370 pàgines) en alemany que la crítica va rebutjar perquè era més una hagiografia que una biografia científica com cal.